# فرهنگ غالب
فرهنگ غالب یا فرهنگ مسلط (به انگلیسی:dominant culture) یک عرف فرهنگی در یک جامعه‌ای چندفرهنگی است که در یک نهاد سیاسی، اجتماعی یا اقتصادی خاص حاکم است. فرهنگ غالب ممکن است به یک زبان، دین/آیین، ارزش اجتماعی و/یا هنجار اجتماعی اشاره داشته باشد. این ویژگی‌ها اغلب یک هنجار برای کل جامعه هستند. یک فرد ممکن است با حضور چشمگیر در نهادهای مرتبط با ارتباطات، آموزش، بیان هنری، قانون، دولت و تجارت داشته باشد، به تسلط فرهنگی-اجتماعی دست یابد. مفهوم «فرهنگ غالب» عموماً در گفتمان دانشگاهی در زمینه‌هایی مانند ارتباطات، جامعه‌شناسی، مردم‌شناسی و مطالعات فرهنگی بکار می‌رود.
در یک جامعه، فرهنگ توسط افراد دارای بیشترین قدرت (هژمونی) ایجاد و هدایت می‌شود. در یک فرهنگ، گروهی از افراد که توانایی حفظ قدرت بر نهادهای اجتماعی و تأثیرگذاری بر بقیه باورها و اعمال جامعه را دارند، غالب تلقی می‌شوند. فرهنگ مسلط یا هژمونی فرهنگی در یک جامعه معمولاً توسط گروهی از افراد ایجاد می‌شود که ایده‌ها، ارزش‌ها و باورهای حاکم را -که به جهان‌بینی غالب یک جامعه تبدیل می‌شوند- هدایت می‌کنند. افراد فرهنگ غالب ایدئولوژی‌های مسلط خود را از طریق نهادهایی مانند آموزش، مذهب و سیاست گسترش داده‌اند. فرهنگ غالب از رسانه‌ها و قوانین برای گسترش ایدئولوژی‌های خود نیز استفاده می‌کند. علاوه بر این، یک فرهنگ غالب را می‌توان به عمد و با سرکوب فرهنگ‌های اقلیت یا خرده فرهنگ‌ها نیز ترویج کرد.
فرهنگی که در یک موجودیت ژئوپلیتیکی خاص حاکم است می‌تواند در طول زمان در پاسخ به عوامل داخلی یا خارجی تغییر کند، اما این فرهنگ معمولاً بسیار مقاوم و استوار است. آنتونیو گرامشی اشاره می‌کند که توده‌ها در چنگال طبقه حاکم یکپارچه هستند. با این حال، تصویر کلی که گرامشی ارائه می‌کند، یک سیستم ایستا و بسته از سلطه طبقه حاکم نیست بلکه جامعه‌ای است که در روندی دائمی قرار دارد، جایی که ایجاد ضدهژمونی‌ها یک گزینه زنده باقی می‌ماند.
مفهوم فرهنگ غالب یا مفهوم هژمونی از یونان باستان سرچشمه گرفته. ولادیمیر لنین، یک سیاستمدار و یک نظریه‌پرداز سیاسی، این مفهوم را به عنوان «تسلط» تعریف کرد، گرامشی آن را به عنوان «رهبری فکری و اخلاقی که توسط عاملیت‌ها و سازمان‌های سیاسی و فرهنگی متضاد هدایت می‌شود.» بازتعریف کرد. او این سازمان‌ها را «روشنفکران ارگانیک و سنتی» نامید که منافع طبقه کارگر را نمایندگی می‌کردند.

## نمونه‌هایی از فرهنگ‌های غالب
به عنوان مثال، در ایالات متحده، اغلب می‌شود بین فرهنگ بومیان آمریکا و فرهنگ غالبی که ممکن است به عنوان «واسپ»، «آنگلو»، «سفید»، «طبقه متوسط» و غیره توصیف شود، تمایز قائل شد. برخی از بومیان آمریکا بخشی از فرهنگ قبیله، جامعه یا خانواده خود هستند، در حالی که به‌طور همزمان در فرهنگ غالب آمریکا به عنوان یک کل مشارکت دارند. همچنین، گفته می‌شود که گروه‌های قومی در ایالات متحده در ارتباط با فرهنگ غالب، که عموماً به عنوان انگلیسی‌زبان، اجداد اروپایی و ایمان مسیحی پروتستان دیده می‌شود، وجود دارند. آمریکایی‌های آسیایی، یهودیان، آمریکایی‌های آفریقایی‌تبار، لاتین تبارها، و ناشنوایان، و … به‌عنوان گزینه و عاملانی برای مخالفت، برای همگون‌سازی فرهنگی یا عاملی برای فرهنگ‌پذیری (یعنی در کنار فرهنگ غالب وجود داشته باشند) معرفی می‌شوند یا این هویت‌ها به شکل دیگری به فرهنگ غالب واکنش نشان می‌دهد.